# سانت تيريز (كيبك)
سانت تيريز، كيبك (بالإنجليزية: Sainte-Thérèse)‏ هي مدينة كندية تقع في مقاطعة كيبك. تبلغ مساحة هذه المدينة 9.5814 (كم²)، ويبلغ عدد سكانها 25224 نسمة حسب إحصاء سنة 2006 م، بينما كان يسكنها 24269 نسمة في سنة 2001 م. تحتل هذه المدينة المرتبة رقم 155 بين مدن كندا حسب عدد السكان والمرتبة رقم 41 في المقاطعة. النمو سكاني في هذه المدينة يقدر بـ(3.9).

## أعلام
- ألفرد لابوينت
- دينيس هاردي

## وصلات خارجية
- الأطلس الحكومي لكندا
- إحصاءات كندا مع ساعة تعداد السكان